# Peleg Wadsworth
Pour les articles homonymes, voir Wadsworth.
Peleg Wadsworth, né le 6 mai 1748 à Duxbury et mort le 12 novembre 1829 à Hiram, est un officier de marine et homme politique américain.

## Biographie
Durant la guerre d'indépendance des États-Unis, il a participé notamment à la bataille de Long Island et à la désastreuse Expédition de Penobscot.
Il représente politiquement le District du Maine de nombreuses années.
Il est le grand-père paternel du poète Henry Longfellow.